# Galium parishii
Galium parishii är en måreväxtart som beskrevs av Martha Luella Hilend och John Thomas Howell. Galium parishii ingår i släktet måror, och familjen måreväxter. Inga underarter finns listade i Catalogue of Life.